# Palhota (Cartaxo)
Palhota é uma aldeia portuguesa situada na freguesia de Valada, município do Cartaxo. É uma aldeia tipicamente piscatória, na margem direita do rio Tejo.
Palhota foi construída com casas de madeira do tipo palafitas, ou seja, sobre estacas. Na aldeia viveu durante vários meses Alves Redol (1911-1969), escritor português que descreveu a vida das comunidades avieiras que habitavam as margens do Tejo e que lhe permitiu obter informação para a escrita do livro Avieiros publicado em 1942.
Ricardo Costa realizou um documentário de longa-metragem com o título Avieiros em 1975 sobre a vida dos pescadores da Palhota.